# 森下真依
森下 真依（もりした まい、1997年（平成9年）6月30日 - ）は、日本のグラビアアイドル。
東京都出身。ルージュ所属。

## 略歴・人物
2010年（平成22年）12月、中学生になってからは初となるDVD『すまいる』をリリース。
2011年（平成23年）7月、DVD『まい☆ペース』をリリースし、翌月に自身初となるトークイベントを行う。作品の仕上がりについては「クールな感じで撮影しました」と語っている。
2012年（平成24年）6月、DVD『まい☆ウェイ』をリリースする。なお、この作品はChu→Boh学園の生徒会長になってから初めて撮影した。
2013年（平成25年）にガールズバンド・Gacharic Spinに「ガチャガチャダンサーズ」の1号 まい名義でパフォーマーとして参加し、2014年（平成26年）6月7日に正式メンバーとなる。Gacharic Spinではメジャーデビュー後5枚のアルバム（ベスト盤及びミニアルバム含む）参加などの実績を残し、2018年（平成30年）12月31日付で卒業した。
2014年（平成26年）、週刊ヤングジャンプの「制コレアルティメット2014」にエントリーされたが、グランプリ受賞はならなかった。
趣味・特技はダンス。性格はマイペース。

## 作品

### DVD
- ワルツの森 vol.04（2007年3月24日、アートハウスゴン）
- TREASURE BOX vol.15（2007年6月25日、ユビキタスジャパン）
- まいむまいむ（2007年9月28日、海王社）
- まい☆らぶ（2009年2月27日、海王社）
- マイ プチ エンジェル（2009年9月25日、海王社）
- まい☆メロディ（2010年2月19日、海王社）
- すまいる（2010年12月25日、海王社）
- まい☆ペース（2011年7月25日、海王社）
- Catch! まい☆ハート（2011年12月25日、海王社）
- まい☆ウェイ（2012年6月25日、海王社）
- Chu→Boh「マイ☆ファンタジー 〜プリンセスM〜」（2012年12月25日、EIC-BOOK）
- おし☆まい（2013年3月25日、EIC-BOOK）
- ただいま♪（2014年3月25日、EIC-BOOK）
- まい☆セルフ（2014年12月25日、EIC-BOOK）
- まい☆マインド（2015年7月25日、EIC-BOOK）
- まい☆グラデュエーション（2016年3月25日、EIC-BOOK）

共演
- Twin→Boh「月と太陽」（2012年6月25日、EIC-BOOK）

## 書籍

### 写真集
- お散歩（2007年5月1日、オークラ出版、撮影：矢尾暢康）ISBN 9784775509678
- 君に、ひとめぼれ。（2011年10月1日、海王社、撮影：青山裕企）ISBN　978-4-7964-0198-2